# Zappa confluentus
Zappa confluentus je lezcovitá ryba. Je to novoguinejský endemit, je znám pouze z dolních toků řek Fly, Ramu a Bintuni. Žije v přílivových oblastech kalných řek. Druh dosahuje standardní délky až 4,4 cm.

## Etymologie
Zappa je pojmenována po hudebníkovi Franku Zappovi „za jeho jasnou a chytrou obranu Prvního dodatku Ústavy Spojených států amerických“.